# Турнір пам'яті Віктора Баннікова
Меморіал імені Віктора Баннікова з футболу — щорічне міжнародне футбольне змагання для юнацьких збірних, що проходить в Україні. Має ім'я легендарного воротаря збірної СРСР і першого президента Федерації футболу України Віктора Баннікова (1938–2001). 

## Історія
Турнір заснований 1998 року як змагання юнацьких команд українських клубів, в першому турнірі брали участь 12 команд. Переможцями стали клуби АТЕК і київське «Динамо». Наступного року в турнірі взяли участь 16 клубів з різних країн, з 2002 року на турнірі виступають лише юнацькі збірні.
У 2014 і 2015 роках турнір був скасований у зв'язку з відмовою учасників змагань їхати в Україну через російську агресію.
В 2016 турнір був поновлений.
У 2020 році турнір не проводився через пандемію коронавірусу.

## Всі виступи
| Рік  | Чемпіон          | Віце-чемпіон      | Третій призер     | Четверте місце    |
| ---- | ---------------- | ----------------- | ----------------- | ----------------- |
| 2002 | Польща (U-17)    | Росія (U-17)      | Україна (U-17)    | Білорусь (U-17)   |
| 2003 | Україна (U-17)   | Словаччина (U-17) | Туреччина (U-17)  | Росія (U-17)      |
| 2004 | Туреччина (U-17) | Україна (U-17)    | Словаччина (U-17) | Чехія (U-17)      |
| 2005 | Україна (U-16)   | Туреччина (U-16)  | Росія (U-16)      | Бельгія (U-16)    |
| 2006 | Україна (U-16)   | Польща (U-16)     | Італія (U-16)     | Туреччина (U-16)  |
| 2007 | Туреччина (U-16) | Україна (U-16)    | Словаччина (U-16) | США (U-16)        |
| 2008 | Італія (U-16)    | Польща (U-16)     | Японія (U-16)     | Росія (U-16)      |
| 2009 | Сербія (U-16)    | Туреччина (U-16)  | Україна (U-16)    | Польща (U-16)     |
| 2010 | Чехія (U-16)     | Сербія (U-16)     | Україна (U-16)    | Туреччина (U-16)  |
| 2011 | Україна (U-16)   | Росія (U-16)      | Сербія (U-16)     | Туреччина (U-16)  |
| 2012 | Україна (U-16)   | Росія (U-16)      | Туреччина (U-16)  | Сербія (U-16)     |
| 2013 | Туреччина (U-16) | Росія (U-16)      | Україна (U-16)    | Сербія (U-16)     |
| 2014 | Не проводився    | Не проводився     | Не проводився     | Не проводився     |
| 2015 | Не проводився    | Не проводився     | Не проводився     | Не проводився     |
| 2016 | Грузія (U-16)    | Ізраїль (U-16)    | Сербія (U-16)     | Латвія (U-16)     |
| 2017 | Грузія (U-17)    | Ізраїль (U-17)    | Україна (U-17)    | Словаччина (U-17) |
| 2018 | Україна (U-17)   | Туреччина (U-17)  | Словаччина (U-17) | Білорусь (U-17)   |
| 2019 | Туреччина (U-17) | Україна (U-17)    | Ізраїль (U-17)    | Словаччина (U-17) |
| 2020 | Не проводився    | Не проводився     | Не проводився     | Не проводився     |
| 2021 | Туреччина (U-17) | Україна (U-17)    | Болгарія (U-17)   | Грузія (U-17)     |

## Переможці
| №   | Країна     | Перемог | Фіналів | Роки перемог                       |
| --- | ---------- | ------- | ------- | ---------------------------------- |
| 1   | Україна    | 6       | 4       | 2003, 2005, 2006, 2011, 2012, 2018 |
| 2   | Туреччина  | 5       | 3       | 2004, 2007, 2013, 2019, 2021       |
| 3   | Грузія     | 2       | 0       | 2016, 2017                         |
| 4   | Польща     | 1       | 2       | 2002                               |
| 5   | Сербія     | 1       | 1       | 2009                               |
| 6-7 | Італія     | 1       | 0       | 2008                               |
| 6-7 | Чехія      | 1       | 0       | 2010                               |
| 8   | Росія      | 0       | 4       |                                    |
| 9   | Ізраїль    | 0       | 2       |                                    |
| 10  | Словаччина | 0       | 1       |                                    |